# Štefan Čambal
Štefan Čambal (Pozsony, 1908. december 16. – Prága, 1990. július 18.) 22-szeres csehszlovák válogatott, világbajnoki ezüstérmes szlovák labdarúgó, fedezet, edző.

## Pályafutása

### Klubcsapatban
1921-ben kezdte a labdarúgást először a pozsonyi SK Donaustadt, majd a Ligeti SC színeiben. 1927-ben mutatkozott be a csehszlovák élvonalban az 1. ČsŠK Bratislava csapatában, ahol két idényen át játszott. Ezt követően egy szezont a Teplitzer FK együttesében töltött. Innen Prágába igazolta a Slavia-hoz, ahol öt idényen át szerepelt. Az 1937–38-as idényben az SK Baťa Zlín, az 1938–39-es idényben az SK Židenice csapatában játszott. 1939-ben visszavonult az aktív labdarúgástól és edző lett.

### A válogatottban
1932 és 1935 között 22 alkalommal szerepelt a csehszlovák válogatottban. Tagja volt az 1934-es olaszországi világbajnokságon ezüstérmet szerzett csapatnak.

### Edzőként
1939-től edzőként tevékenykedett. Először a függetlenné vált Szlovákia válogatottjánál dolgozott edzőként. 1949-ben a csehszlovák labdarúgó-válogatott szövetségi kapitánya volt. 1949 és 1952 között a Vítkovické železárny, 1959 és 1962 között a keletnémet Vorwärts Berlin vezetőedzője volt. 1964 és 1966 között Ausztráliában dolgozott az FC Prague Sydney csapatánál. Hazatérése után 1968-ig a kassai Lokomotíva vezetőedzőjeként dolgozott. Utolsó edzői munkáját az 1975–76-os idényben a Sparta Praha csapatánál vállalta.

## Sikerei, díjai

### Játékosként
- Világbajnokság
  - ezüstérmes: 1934, Olaszország
- Csehszlovák bajnokság
  - bajnok: 1932–33, 1933–34, 1934–35
  - 2.: 1931–32, 1935–36

### Edzőként
- Csehszlovák kupa
  - győztes: 1976